# 제39회 청룡영화상
제39회 청룡영화상은 2018년 11월 23일에 열린 시상식이다.

## 수상 및 후보

### 최우수 작품상
- 1987 - 장준환 수상
- 공작 - 윤종빈
- 리틀 포레스트 - 임순례
- 신과함께-죄와 벌 - 김용화
- 암수살인 - 김태균

### 감독상
- 공작 - 윤종빈 수상
- 신과함께-죄와 벌 - 김용화
- 허스토리 - 민규동
- 리틀 포레스트 - 임순례
- 1987 - 장준환

### 남우주연상
- 1987 - 김윤석 수상
- 버닝 - 유아인
- 공작 - 이성민
- 암수살인 - 주지훈
- 신과함께-죄와 벌 - 하정우

### 여우주연상
- 미쓰백 - 한지민 수상
- 리틀 포레스트 - 김태리
- 허스토리 - 김희애
- 너의 결혼식 - 박보영
- 소공녀 - 이솜

### 남우조연상
- 독전 - 김주혁 수상
- 신과함께-죄와 벌 - 김동욱
- 1987 - 유해진
- 버닝 - 스티븐 연
- 공작 - 주지훈

### 여우조연상
- 신과함께-죄와 벌 - 김향기 수상
- 미쓰백 - 권소현
- 허스토리 - 김선영
- 독전 - 이주영
- 독전 - 진서연

### 신인남우상
- 안시성 - 남주혁 수상
- 너의 결혼식 - 김영광
- 살아남은 아이 - 성유빈
- 곤지암 - 위하준
- 폭력의 씨앗 - 이가섭

### 신인여우상
- 마녀 - 김다미 수상
- 박화영 - 김가희
- 곤지암 - 박지현
- 죄 많은 소녀 - 전여빈
- 버닝 - 전종서

### 신인감독상
- 소공녀 - 전고운 수상
- 죄 많은 소녀 - 김의석
- 암수살인 - 김태균
- 살아남은 아이 - 신동석
- 미쓰백 - 이지원

### 음악상
- 독전 - 달파란 수상
- 1987 - 김태성
- 공작 - 조영욱
- 버닝 - 모그
- 변산 - 방준석

### 미술상
- 공작 - 박일현 수상
- 1987 - 한아름
- 리틀 포레스트 - 윤나라
- 신과함께-죄와 벌 - 이목원
- 인랑 - 조화성

### 기술상
- 신과함께-죄와 벌 - 진종현 수상
- 1987 - 채경화
- 곤지암 - 박용기 외 1명
- 마녀 - 박정률 외 1명
- 안시성 - 윤대원

### 각본상
- 암수살인 - 곽경택 외 1명 수상
- 공작 - 권성휘 외 1명
- 1987 - 김경찬
- 살아남은 아이 - 신동석
- 소공녀 - 전고운

### 인기스타상
- 주지훈 수상
- 김영광 수상
- 김향기 수상
- 진서연 수상

### 한국영화 최다관객상
- 신과함께-죄와 벌

### 편집상
- 곤지암 - 김형주 수상
- 곤지암 - 정범식 수상
- 곤지암 - 양동엽 수상
- 1987 - 양진모
- 공작 - 김상범 외 1명
- 리틀 포레스트 - 김선민
- 신과함께-죄와 벌 - 김진오 외 1명

### 촬영조명상
- 1987 - 김우형 외 1명 수상
- 공작 - 최찬민 외 1명
- 신과함께-죄와 벌 - 김병서 외 1명
- 안시성 - 남동근 외 1명
- 인랑 - 이모개 외 1명

### 단편영화상
- 신기록 - 허지은 외 1명 수상
- 5월 14일 - 부은주
- 그 언덕을 지나는 시간 - 방성준
- 꼬리 - 김후중
- 동아 - 권예지
- 시체들의 아침 - 이승주
- 자유연기 - 김도영
- 푸르른 날에 - 한은지